# Göte Holmberg
Göte Sigfrid Kristian Holmberg, född 15 februari 1905 i Kalmar, Kalmar län, död 10 september 1962 i Skarpnäcks församling, Stockholm, var en svensk operettsångare och skådespelare.

## Biografi
Holmberg scendebuterade 1928 som Professor Süffle i Fågelhandlaren vid Oskar Textorius folkparksturné. Där var han sedan fast engagerad somrarna fram till 1937. Vintertid spelade han mest på teatrar utanför Stockholm utom någon säsong vid Vasateatern och Odeonteatern.
Han gifte sig 1940 med Olga Åkesson. Holmberg är begravd på Södra kyrkogården i Kalmar.

## Filmografi
- 1950 – Rågens rike
- 1952 – Kalle Karlsson från Jularbo
- 1955 – Blockerat spår
- 1955 – Flicka i kasern
- 1956 – På heder och skoj
- 1956 – Främlingen från skyn
- 1956 – Blånande hav

## Teater

### Roller
| År   | Roll                | Produktion                                                  | Regi            | Teater                  |
| ---- | ------------------- | ----------------------------------------------------------- | --------------- | ----------------------- |
| 1931 | Auktionsförrättaren | Adjö, Mimi Ralph Benatzky, Alexander Engel och Julius Horst | Oskar Textorius | Odeonteatern, Stockholm |